# Alain Gachet
Pour les articles homonymes, voir Gachet.
Alain Claude Christian Gachet, né dans la colonie française de Madagascar en 1951, est un physicien français spécialisé en géologie. Il est chef d'entreprise et inventeur d'un algorithme qui permet de détecter la présence de nappes d'eau d'aquifères, à partir d'images radar prises par satellite.

## Biographie

### Jeunesse et formation
Fils d'un officier forestier, Alain Gachet grandit dans une région isolée du Nord de Madagascar. Il dira plus tard que sa jeunesse lui a appris « à aimer et respecter la nature ».
Quand il atteint l'âge de 14 ans, soit sept ans après l'indépendance de Madagascar, il déménage pour la capitale Tananarive, où son père est nouvellement affecté. La découverte de la Bible développe en lui un engouement pour l'histoire biblique et l'archéologie et il obtient en 1966 de séjourner durant l'été en Israël dans le kibboutz d'Evron, en Galilée. L'occasion lui est donnée durant ces vacances de faire un stage de géologie et d’hydrogéologie avec des experts de l’Université de Tel Aviv, dans le désert du Sinaï.
En 1969 sa famille s'installe en métropole. Après des classes préparatoires, il intègre l'école des Mines puis rejoint l'École nationale supérieure des Mines de Nancy. Il en sort diplômé en 1975.

### Ingénieur pétrolier chez Elf Aquitaine
Alain Gachet entame en 1978 une carrière chez Elf Aquitaine, qui l'affecte à l'équipe de prospection du pétrole de la mer du Nord. Il s'y distingue en inventant une méthode permettant de repérer de nouveaux gisements gaziers. Pour cela il est désigné titulaire du prix de l'innovation Elf.
Il est envoyé au Gabon, travaille ensuite au Proche-Orient, au Kazakhstan, en Russie[réf. nécessaire], avant de partir pour le Congo Brazzaville. En 1996, en « désaccord sur la politique de l’entreprise » à l'époque de la Guerre civile du Congo-Brazzaville, il démissionne.

### Carrière d'inventeur

#### Entrepreneur dans le domaine de la prospection
Alain Gachet part se former aux États-Unis aux techniques d'exploration et d'acquisition radar. En 1999, il fonde une société de prospection minière, Radar Technologies International Exploration alias RTI Exploration, dans la perspective de découvrir des gisements d'or et de minerai.
À cause de la clause de non concurrence, il ne peut travailler pour l'industrie pétrolière durant les quatre années qui suivent son licenciement. Il se lance dans l'exploration des sous-sols aurifères du Congo, puis du Mali[réf. souhaitée]. Il prospecte les zones aurifères dans les fonds de rivière à la batée durant des mois avec les pygmées d’Afrique Centrale dans la forêt équatoriale, acquérant avant toute interprétation radar une solide connaissance des sous-sols du Congo auprès des populations pygmées.
Alain Gachet est ensuite consulté par Shell, qui l'envoie à Syrte, en Libye, prospecter pour un projet pétrolier.

#### Idée de prospecter l'eau au radar satellitaire
L'étude d'images satellites radar prises du désert libyen l'amène à repérer en juin 2002 au sud de Syrte des échos radars parasites très nets, qui se révéleront être les indices d’une fuite de milliards de mètres cubes de la Grande rivière artificielle, gigantesque aqueduc souterrain de quatre mètres de diamètre construit par le colonel Kadhafi. Porteur de la mauvaise nouvelle, l'ingénieur est retenu pendant quelque temps en Libye.
Il se lance dans la recherche d’un algorithme mathématique lui permettant d’isoler les échos radars qui correspondent exclusivement à des signaux d’humidité des sols. Après deux années de travail, il met au point la solution qui lui permet de gommer les artefacts de la surface terrestre[réf. souhaitée], tels que les bâtiments, mais aussi les irrégularités naturelles, tels que les rochers.

#### Essais et mise au point
En 2004, RTI est sollicité d'urgence par le Haut Commissariat des Nations unies pour les réfugiés pour mettre en œuvre sa méthode de détection radar et faire forer quelque 350 puits dans les différents camps qui accueillent depuis février dans l'est du Tchad et le nord du Soudan 250 000 réfugiés de la guerre du Darfour,. Alain Gachet, présent sur place avec l'équipe de forage, parcourt la région désertée en comparant les images satellites et les indices visuels présents sur le terrain.
Le succès de l'opération attire l'attention de Bill Woods, cartographe de la Maison blanche qui invite Alain Gachet en juin 2005. Le système du savant français est expertisé par le Dr Saud Amer, responsable au sein de l'Institut d'études géologiques des États-Unis, USGS, qui qualifie son collègue de « génie ».
L'Agence des États-Unis pour le développement international, USAID, confie à RTI une seconde campagne d'ouverture au Darfour soudanais. Sur les indications précises d'Alain Gachet, 1 700 puits sont forés[réf. souhaitée].

#### Autres missions
Alain Gachet perfectionne son outil et se donne la capacité de prospecter l'eau au-delà des 80 m de profondeur. Des aquifères sont découverts grâce à son procédé en Afghanistan, en Angola, en Éthiopie, au Soudan, au Togo, et au sultanat d'Oman.
Durant cette période, RTI participe aux recherches archéologiques de la Mission Hébraïque de Jérusalem, sur le présumé tombeau du roi Hérode qui a été découvert en 2007.
En 2013, lui et son équipe localisent un lac souterrain de 200 000 000 000 m3 au Kenya, dans le district désertique de Turkana : l'aquifère du Lotikipi est l’un des plus grands aquifères connus à ce jour du continent africain. Quelques puits sont ouverts, mais celui prévu pour les 160 000 nomades de la région a été démonté, le gouvernement kényan ne pouvant plus le financer.
En 2015, le gouvernement irakien fait appel à Alain Gachet afin de trouver de nouvelles réserves d'eau capables d'affranchir l'Irak des menaces de l’assèchement des barrages sur le Tigre et l'Euphrate, exercées en amont. Avec l'appui de l'Union européenne et l’UNESCO, le scientifique dresse une carte indiquant plus de 67 nappes aquifères, dont 64 situées dans le nord de l'Irak sur un territoire de plus de 1,68 million d'hectares.

#### Opinions
En janvier 2015, sur proposition du ministre de l'écologie Ségolène Royal, Alain Gachet est accueilli par Yves Coppens dans le rang des chevaliers de la Légion d'Honneur. En 2016, il est nommé par la NASA et la Fondation de l'espace au Temple de la renommée des techniques de l'espace pour avoir sauvé avec des données satellitaires un nombre de personnes que l'institut évalue alors à trente millions[source insuffisante].
En 2017, soutenu par les organismes qui l'ont jusqu'alors accompagné mais aussi par l'université George Washington, l'université de Turin, l'agence spatiale canadienne,[réf. nécessaire] il mène campagne pour une démultiplication des forages des aquifères et une régulation d'un développement agricole rapide en se faisant connaître à la télévision, en donnant des conférences et en publiant un livre autobiographique : L'homme qui fait jaillir l’eau du désert.
Seuls les aquifères qui se renouvellent sont raisonnablement exploitables, l'eau fossile devant être conservée pour les générations futures, selon Alain Gachet. Ils représentent ensemble cependant de très loin le plus important gisement d'eau douce de la planète. Il y a plus d'eau douce cachée sous terre que visible dessus, dans les lacs, les cours d'eau, les glaciers, trente fois plus selon les estimations de la NASA[source insuffisante]. Or plus d'un milliard de personnes n'ont pas accès à l'eau potable et, chaque jour, trente mille meurent à cause d'une eau impropre alors que l'eau se trouve sous leurs pieds.[réf. nécessaire]. Alain Gachet estime qu'il y a « assez d'eau en Afrique pour transfigurer le visage tout entier du continent, assez d'eau pour arrêter nombre de guerres, reconstruire l'agriculture et redonner dignité et espoir à des millions d'hommes ».
Il lie directement la crise migratoire européenne du XXIe siècle à la désertification du Sahel et le sous-développement agricole qu'elle entraîne ; selon lui, les conflits du Moyen-Orient y sont aussi liés.

## Méthode Watex
La méthode mise au point par Alain Gachet et baptisée Groundwater Exploration fusionne plusieurs types de mesures, géologiques, géophysiques, climatiques, et télédétections spatiales. Du croisement de ces données, le savant tire une grille de probabilités permettant d'orienter les explorations physiques tant à la surface que dans la profondeur du sous-sol.
Les résultats sont exprimés sur des cartes en couleur d'un type dit Watex, pour Water Exploration, qui est breveté. Si les images radars ne permettent pas de lire dans la profondeur du sol au-delà de vingt mètres, le système Watex permet d'inférer à partir de celles-ci un nombre suffisant de paramètres pour révéler certains aspects géologiques jusqu'à quatre cents mètres sous la surface et plus si le programme est complété par des échographies sismiques en complément des échographies radar.
La campagne du Darfour soudanais, menée entre 2005 et 2008 sur 1 700 puits a montré un taux de réussite de 98 %.

### Freins
Le coût d'un forage profond est trente fois supérieur à celui d'un puits classique, soit 200 000 dollars pour équiper un puits à 300 mètres (contre à peine 6 000 dollars pour un puits classique). Selon Alain Gachet, si la solution technique existe, sa mise en œuvre se heurte à la corruption, au désintérêt des pouvoirs politiques locaux, à l'indécision internationale et à la faible coopération des organismes humanitaires.

### Expositions
- H. Staub & A. Gachet, Terra[11], Galerie Omnius, Arles, du 2 avril au 30 mai 2016,

images Watex illustrant le « côté merveilleux de la nature et celui, épouvantable, de l’homme. »
- H. Staub & A. Gachet, Terra II[12], Galerie Omnius, Arles, Terra II, Exposition du 4 juillet au 15 septembre 2016.

### Sources de l'article
1. 1 2 3 4 5 6  Denis Sergent, « Alain Gachet, le sourcier high-tech », sur la-croix.com, La Croix, 19 novembre 2015 (consulté le 27 février 2019).
2. 1 2 3 4 5 6  Lionel Lévy, « Alain Gachet, le sourcier français qui fait jaillir l'eau de l'Irak au Tchad », sur wedemain.fr, 22 mars 2017 (consulté le 27 février 2019).
3. 1 2 3 4 5 6  Gaëlle Dupont, « Alain Gachet, sourcier des temps modernes », sur lemonde.fr, Le Monde, 22 décembre 2008 (consulté le 27 février 2019).
4. 1 2 3 4  John Lichfield, « French geologist Alain Gachet says new water divining technique could alleviate drought all over the world », sur independent.co.uk, The Independent, 4 janvier 2016 (consulté le 27 février 2019).
5. ↑  Philippine Hattemberg, « Alain Gachet, le sourcier des temps modernes » (consulté le 27 février 2019).
6. 1 2 3 4 5 6  Lionel Lévy, « Afrique. Alain Gachet, un sourcier au secours de l'Afrique », sur ouest-france.fr, Ouest France, 22 octobre 2015 (consulté le 27 février 2019).
7. 1 2 3 4 5  Edward Girardet, « Alain Gachet – A water wizard for the planet », sur global-geneva.com, 22 octobre 2018 (consulté le 28 février 2019).
8. ↑  « Ordre de la Légion d’honneur », 16 janvier 2015 (consulté le 28 février 2019).
9. ↑  A. Gachet, « L'homme qui fait jaillir l'eau du désert », in MinesNancy, Conférence TED, Campus Artem de Nancy, 21 mai 2016.
10. ↑  A. Crespo Mara, « Alain Gachet, "l'homme qui fait jaillir l'eau du désert". », in Vue sur la planète, LCI, Paris, 14 octobre 2015, 16:07.
11. 1 2  « Terra », Galerie Omnius, Arles, 20 mars 2016.
12. ↑  « Terra II », Galerie Omnius, Arles, 20 mars 2016.